# Watertown (Dakota du Sud)
Pour les articles homonymes, voir Watertown.
La ville de Watertown est le siège du comté de Codington, dans le Dakota du Sud aux États-Unis.
Fondée en 1875, la ville a été nommée d’après Watertown dans l'État de New York. La municipalité s'étend sur 25,04 milles carrés (64,85 km2), dont 7,59 milles carrés (19,66 km2) d'étendues d'eau.

## Transports
Watertown possède un aéroport municipal (code AITA : ATY).

## Démographie
| 1880 | 1890  | 1900  | 1910  | 1920  | 1930   |
| ---- | ----- | ----- | ----- | ----- | ------ |
| 746  | 2 672 | 3 352 | 7 010 | 9 400 | 10 214 |

| 1940   | 1950   | 1960   | 1970   | 1980   | 1990   |
| ------ | ------ | ------ | ------ | ------ | ------ |
| 10 617 | 12 699 | 14 077 | 13 388 | 15 649 | 17 592 |

| 2000   | 2010   | - | - | - | - |
| ------ | ------ | - | - | - | - |
| 20 237 | 21 482 | - | - | - | - |

Selon le recensement de 2010, sa population s’élève à 21 482 habitants.